# Hypoxystis adspersaria
Hypoxystis adspersaria là một loài bướm đêm trong họ Geometridae.